# Красная Поляна (Глазуновский район)
Кра́сная Поля́на — посёлок в Глазуновском районе Орловской области в составе Медведевского сельского поселения.

## География
Гидросистема
«Деревенька расположена на берегу бывшей когда-то полноводной реки Руды. В 50-60-е годы прошлого века в ней замачивали посконь конопли, выращиванием которой славился до перестройки колхоз „Завет Ильича“. Потом Руда обмелела. С приходом бобров стала более полноводной».
В окрестностях деревни три пруда — Рябишный, Средний и Махонький — на коротких ручьях, вытекающих из лесов Рябишный (близ деревни Соловые), Средний и Махонький и впадающих в реку Руда: «За каждым её (Красной Поляны) склоном расположены пруды. Они образовались, когда мимо Красной Поляны пролегла асфальтовая дорога до деревни Володарское [Собакино]. Маленькие ручейки брали начало в лесочках Махонький, Средний, Рябишный». Дорога была проложена в середине 1980-х. На карте колхоза «Заветы Ильича», отпечатанной в 1970-е гг. «для служебного пользования» в 22 экземплярах Орловским филиалом Центрально-Чернозёмного Научно-исследовательского института по Землеустройству (ЦЧО Гипрозем), обозначены как урочища — Маленький лог и лес Рябинный.
Согласно Перечню рыбопромысловых участков Орловской области, они называются № 87 (785 РПУ) «пруд Рябиненый на руч. б/н (приток руч. Сторожов)» и № 88 (786 РПУ) «пруд Соловской 2 на руч. б/н (приток руч. Сторожов)».

## История
В отличие от соседних деревень Володарская (Собакино) и Гремячево, существовавших с XVIII века, посёлок Красная Поляна имеет короткую историю: он возник в 1922 г., а в начале XXI века стал практически нежилым.
Первопоселенцами были выходцы из деревни Гремячево. К посёлку отошла часть пашенных земель, отрезанных после революции от хутора Латыши (Латышовского посёлка, он же Хохлы).
Деревня была освобождена от немецко-фашистских захватчиков 26 июля 1943 года воинами 399-й стрелковой дивизии.

## Население
| 2010 |
| ---- |
| 11   |

По переписи 2010 года 5 мужчин и 6 женщин.